# Джессіка Гансен
Джессіка Гансен (англ. Jessica Hansen, 30 червня 1995) — австралійська плавчиня.
Призерка Чемпіонату світу з водних видів спорту 2017, 2019 років.
Призерка Чемпіонату світу з плавання на короткій воді 2016, 2018 років.
Переможниця Пантихоокеанського чемпіонату з плавання 2018 року.